# پدرو د فلیپه
پدرو د فلیپه (انگلیسی: Pedro de Felipe; ۱۸ ژوئیهٔ ۱۹۴۴ – ۱۲ آوریل ۲۰۱۶) بازیکن فوتبال اهل اسپانیا بود.
از باشگاه‌هایی که در آن بازی کرده‌است می‌توان به باشگاه فوتبال اسپانیول، باشگاه فوتبال رایو وایکانو، و باشگاه فوتبال رئال مادرید اشاره کرد.
وی همچنین در تیم‌های ملی فوتبال Spain national amateur football team و اسپانیا بازی کرده‌است.